# Jean Choux
Jean Choux (Ginevra, 6 marzo 1887 – Parigi, 6 marzo 1946) è stato un regista francese.

## Biografia
Iniziò a svolgere la professione di giornalista in Svizzera e pubblicò una raccolta di poesie. Nel 1925, girò in Svizzera il suo primo film, La Vocation d'André Carel o La Puissance du travail con Michel Simon e Blanche Montel. Si trasferì quindi a Parigi dove girò altri cinque film muti, tutti interpretati da sua moglie, l'attrice Thérèse Reignier, fra i quali La Terre qui meurt (1926) e Le Baiser qui tue (1929).
Nel 1931 ottiene un gran successo con l'adattamento cinematografico di Jean de la Lune di Marcel Achard con Madeleine Renaud, Michel Simon e René Lefèvre. Lo stesso anno, diresse Arletty, nella sua prima apparizione sugli schermi cinematografici, in Un chien qui rapporte. Fra gli altri suoi film si ricordano Maternité con Françoise Rosay (1934), Le Greluchon délicat con Alice Cocéa e Harry Baur (1934), Paris con Harry Baur (1936), Paix sur le Rhin con Françoise Rosay e Dita Parlo (1938). Nel 1939 si recò a Roma per girare il film Angélica con Viviane Romance e nel frattempo scoppiò la seconda guerra mondiale; prima di tornare in Francia realizzò il film italo-spagnolo, La Naissance de Salomé.
Nel 1942, il suo film La Femme perdue con Renée Saint-Cyr fu «uno dei maggiori successi commerciali del periodo dell'occupazione tedesca ». Il suo ultimo film, L'Ange qu'on m'a donné, uscì alla fine di marzo 1946, tre settimane dopo la sua morte.
Scrisse il saggio, Michel-Ange et Paul Valéry.

## Filmografia
- La Vocation d'André Carel o La Puissance du travail (1925)
- La Terre qui meurt (1926)
- Le Baiser qui tue, co-regia di Tartarin Malachowski (1928)
- Chacun porte sa croix (1929)
- Espionnage ou la guerre sans armes (1929)
- La Servante (1930)
- Dranem au dancing
- Amours viennoises, co-regia di Robert Land (1931)
- Jean de la Lune, co-regia di, non accreditato, Michel Simon (1931)
- Blanc comme neige
- Un chien qui rapporte (1932)
- Le Mariage de mademoiselle Beulemans (1932)
- L'Ange gardien (1933)
- Le Greluchon délicat (1934)
- Maternità (Maternité) (1935)
- Per essere amata (Paris) (1937)
- Il diritto d'amare (Une femme sans importance) (1937)
- Miarka, la fille à l'ourse (1937)
- La Glu (1937)
- Paix sur le Rhin (1938)
- Rosa di sangue (Angélica) (1940)
- La taverna dell'oblio (Le Café du port) (1940)
- La nascita di Salomè (La Naissance de Salomé) (1940)
- Senza peccato (La Femme perdue) (1942)
- Port d'attache (1943)
- Lo scrigno dei sogni (La Boîte aux rêves), co-regia di Yves Allégret (1945)
- L'Ange qu'on m'a donné (1946)

## Opere letterarie
- La Critique au coin d'un bois, con Albert Rheinwald, Genève, Imprimerie de la Suisse, 1921
- La Louange des arbres, des eaux et des monts, poesie, Ambilly, Société d'imprimerie d'Ambilly, 1924
- Michel-Ange et Paul Valéry, saggio, Paris, Valdemar Rasmussen éditeur, 1932
- L'Homme qui a dit : non!, poema postumo scritto durante l'occupazione, in Colonel Rémy, De Gaulle cet inconnu, Monte-Carlo, Solar, 1947